# Estigmene flaviceps
Estigmene flaviceps är en fjärilsart som beskrevs av George Francis Hampson 1907. Estigmene flaviceps ingår i släktet Estigmene och familjen björnspinnare. Inga underarter finns listade i Catalogue of Life.